# 证书颁发机构安全理事会
证书颁发机构安全理事会（The Certificate Authority Security Council，缩写CASC）也称证书颁发机构理事会，是由多个行业供应商倡导团体创建的进行研究、促进互联网安全标准和教育公众对待互联网安全问题的组织。

## 历史
该组织由最大的七家数字证书颁发机构、SSL证书颁发者成立于2013年2月，它们是：科摩多集团（Comodo）、赛门铁克（Symantec）、趨勢科技（Trend Micro）、DigiCert、Entrust、GlobalSign和GoDaddy。

## 目标
CASC支持CA/浏览器论坛和其他标准制定机构的成果。它们支持改进安全套接字层（SSL）和数字证书颁发机构（CA）运作的增强开发。
根据Comodo CTO及理事会成员Robin Alden，CASC将作为所有CA的统一战线：“虽然不是一个标准制定组织，我们致力于提供有关SSL的最佳实践和用法的教育、研究和宣传来补充标准制定组织。

## 会员要求
CASC的会员要求为满足其信誉、操作和安全性要求的SSL证书颁发机构。会员必须接受年度审计，并遵守行业标准，例如CA/浏览器论坛的基线要求和网络安全指南。

## 行业倡导
该组织协作创建和定义各项举措，以提高对政策及其对互联网基础设施影响的理解。

### 证书撤销和OCSP装订
该组织的焦点之一是促进对证书撤销检查重要性以及OCSP装订好处的理解。该协议旨在确保Web用户在访问SSL证书已被撤销或过期的网站时了解这点。

### 使用数字代码签名保护软件分发
该组织还致力于通过数字代码签名实现安全的软件分发。代码签名证书有助用户识别软件代码来自真实的有信誉的发布者，并在确保代码接收未被篡改方面发挥关键作用。